# 1421
- Wikisource

| Calendário gregoriano                                                        | 1421 MCDXXI                                           |
| Ab urbe condita                                                              | 2174                                                  |
| Calendário arménio                                                           | 870 – 871                                             |
| Calendário bahá'í                                                            | -423 – -422                                           |
| Calendário budista                                                           | 1965                                                  |
| Calendário chinês                                                            | 4117 – 4118 Início a 3 de fevereiro (aproximadamente) |
| Calendário copta                                                             | 1137 – 1138                                           |
| Calendário etíope                                                            | 1413 – 1414                                           |
| Calendários hindus - Vikram Samvat - Calendário nacional indiano - Cáli Iuga | 1476 – 1477 1342 – 1343 4521 – 4522                   |
| Calendário Holoceno                                                          | 11421                                                 |
| Calendário islâmico                                                          | 824 – 825                                             |
| Calendário judaico                                                           | 5181 – 5182                                           |
| Calendário persa                                                             | 799 – 800                                             |
| Calendário rúnico                                                            | 1671                                                  |
| Calendário solar tailandês                                                   | 1964                                                  |

1421 (MCDXXI, na numeração romana) foi um ano comum do século XV do Calendário Juliano, da Era de Cristo, e a sua letra dominical foi E (52 semanas), teve início a uma quarta-feira, terminou também a uma quarta-feira.
| Ano completo                        |
| ----------------------------------- |
| Ano comum com início à quarta-feira |

## Eventos
- Pequim (Ou Beijing) torna-se capital do império chinês.

## Nascimentos
- 6 de dezembro - Rei Henrique VI de Inglaterra.